# لومیتا (کالیفرنیا)
لومیتا (به انگلیسی: Lomita) شهری در شهرستان لس‌آنجلس، کالیفرنیا ایالت کالیفرنیا است که در سرشماری سال ۲۰۱۰ میلادی، ۲۰۲۵۶ نفر جمعیت داشته است.